# آلان تانر
آلان تانر (بالفرنسية: Alain Tanner)‏ (6 ديسمبر 1929 - 11 سبتمبر 2022)، هو مخرج أفلام، وكاتب سيناريو، ومنتج أفلام سويسري، ولد في جنيف.

## التعليم
تعلم في جامعة جنيف.

## وصلات خارجية
- آلان تانر على موقع IMDb (الإنجليزية)
- آلان تانر على موقع مونزينجر (الألمانية)
- آلان تانر على موقع ألو سيني (الفرنسية)
- آلان تانر على موقع تيرنر كلاسيك موفيز (الإنجليزية)
- آلان تانر على موقع أول موفي (الإنجليزية)
- آلان تانر على موقع قاعدة بيانات الأفلام السويدية (السويدية)
- آلان تانر على موقع قاعدة بيانات الفيلم (الإنجليزية)
- آلان تانر على موقع كينوبويسك (الروسية)